# 피켓의 돌격

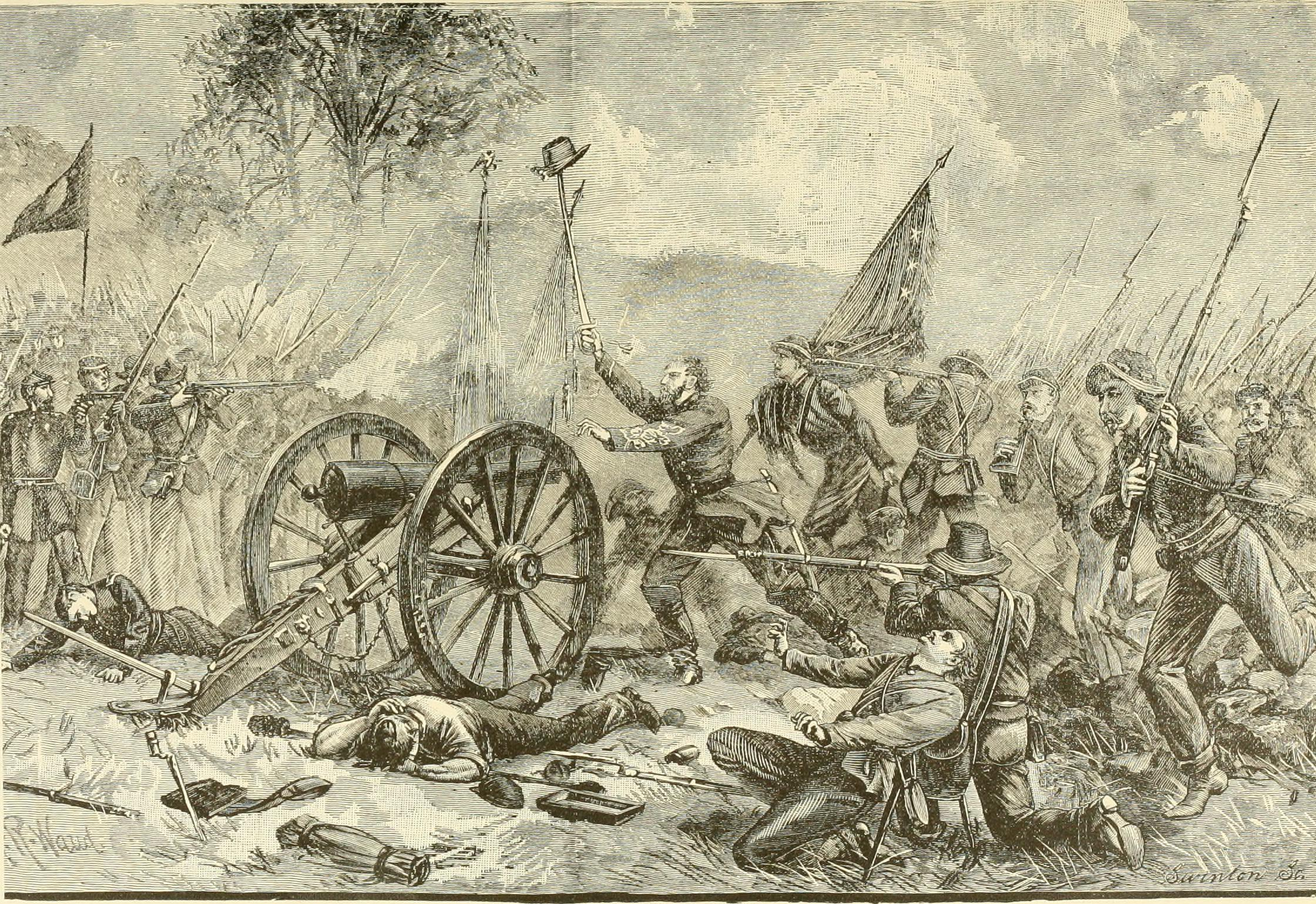

피켓의 돌격은 남북전쟁의 게티즈버그 전투 3일째 되는 7월 3일, 로버트 E. 리의 남부군이 북군 진영이 위치한 묘지능선(Cemetery Ridge)을 향해 돌격한 사건을 말한다. 지휘관의 이름을 따 ‘피켓의 돌격(Pickett’s Charge)’으로 알려진 이 공격은 1.2km의 평야를 지나 능선에 자리 잡은 북군을 향해 달려드는 것이었다.게티즈버그 전투는 남북전쟁 중 가장 치열했고 남군의 상승세를 꺾은 것으로 유명하다. 민주주의를 언급할 때 자주 인용되는‘국민의, 국민에 의한, 국민을 위한 정부(Government of the people, by the people, for the people)’라는 표현이 바로 이 게티즈버그 전투의 전몰용사를 위한 추모식(11월)에서 링컨(A. Lincoln) 대통령이 한 연설의 일부분이다.

## 개요
노예해방을 둘러싼 남부와 북부의 갈등이 내전으로 치달았던 것이 미국의 남북전쟁(1861~1865)이다. 게티즈버그는 이 전쟁의 최대 승부처였다. 내전 초기 전력의 열세에도 불구하고 우위를 차지한 것은 남군이었다. 적지 않은 병력손실에도 불구하고 과감한 공격을 주도했던 로버트 리(Robert Lee, 1807~1870) 장군이 있었기 때문에 가능한 일이었다. 1863년 6월, 남군은 이러한 여세를 몰아 북군의 수도인 워싱턴 D.C를 에워싸며 북쪽으로 진군했다. 그들은 전선을 북쪽으로 옮기면서 필라델피아나 볼티모어, 그리고 워싱턴과 같은 북부의 주요 도시를 위협해 남부의 독립을 허용하는 평화협정을 얻어낼 심산이었다.

### 남북전쟁 최대 승부처 게티즈버그
북군은 워싱턴 앞을 흐르는 포토맥(Potomac) 강을 등지고 남군을 견제하고 있었다. 6월 29일 북상하던 남군이 방향을 틀어 워싱턴 쪽으로 남하하자 북군 또한 이를 막기 위해 집결하기 시작했다. 그들이 만난 곳은 워싱턴에서 90km 서북쪽에 위치한 게티스버그라는 작은 마을이었다. 당시 이름조차 잘 알려지지 않았던 이곳에서 16만여 명의 남군과 북군이 결전을 벌이게 되리라고는 아무도 상상하지 못했다. 6월 30일, 남군이 게티스버그를 향해 진군하는 사이 이곳에 먼저 도착한 것은 뷰퍼드(Buford) 장군이 이끄는 북군의 기병대였다. 남군이 게티스버그 북쪽과 서쪽에서 공격할 것이라는 것을 간파한 그는 마을 북쪽에 견고한 방어선을 구축했다.
7월 1일 새벽, 게티스버그로 진군하던 남군은 뷰퍼드의 기병대와 만나 역사적인 전투를 벌이게 된다. 게티스버그 전투가 시작된 것이다. 이날 전투에서 5만여 명의 양측 군대가 맞붙었다. 북쪽과 서쪽 능선을 장악한 북군이 전술적으로 유리했지만 사기충천한 남군을 막아내기에는 역부족이었다. 오후부터 방어선이 붕괴되기 시작하자, 북군은 마을 남쪽의 언덕과 능선으로 후퇴해 낚싯바늘 모양의 방어진을 구축했다. 이후 이틀간의 전투는 이 언덕과 능선을 중심으로 벌어지게 된다. 이곳을 중심으로 강력한 방어벽을 설치한 북군에 대한 남군의 처절한 공격이 계속됐다. 북군은 전술적으로 유리한 위치에 있었다. 언덕 고지에 방어벽을 설치하고 아래에서 달려오는 남군을 향해 총탄과 포탄을 퍼부었다. 총알이 떨어진 북군의 한 연대는 거의 자살에 가까운 총검 공격을 감행해 남군을 막아내기도 했다.

### 실패로 끝난 무모한 남군의 돌격작전
게티즈버그 전투 중 이틀 동안 진전이 없고 리틀 라운드 탑(Little Round Top)과 빅 라운드 탑(Big Round Top) 언덕을 빼앗긴 뒤 초조해진 리는 북군의 조지 A. 커스터 장군의 기병대에 공격 당하고, 제임스 롱스트리트 장군 등의 반대가 있었음에도 불구하고, 작전을 실행했다. 오후 1시경부터 포격전이 시작되었고, 4시경 포격전이 끝난 후 롱스트리트 휘하의 조지 피켓이 이끄는 12,500명의 보병부대가 0.75 마일(약 1,200 미터)을 달려 묘지능선으로 전진하기 시작한다.
빗발치는 총격을 뚫고 묘지 능선에 도착하는 데는 성공했으나, 전군은 전투에서 전사하고 이 작전의 실패로 인해 결과적으로 리는 펜실베이니아 공격과 워싱턴 D.C. 고립 작전에 실패하게 된다. 또한 많은 병력을 잃은 남군은 이때 이후부터 내리막길을 걷는다. 이 작전은 남북전쟁 최고의 전략가로 알려진 리의 명성에 크게 먹칠을 한다.
이 돌격작전의 실패 후, 롱스트리트는 "리가 12,500명의 목숨을 앗아가고 모든 걸 망쳤다."라는 말로 리를 질책했으며, 리도 자신이 한 일을 후회하며 제퍼슨 데이비스 남부연합 대통령에게 사직서를 보내나, 데이비스는 이를 수리하지 않는다.